# オデーサ歴史地区

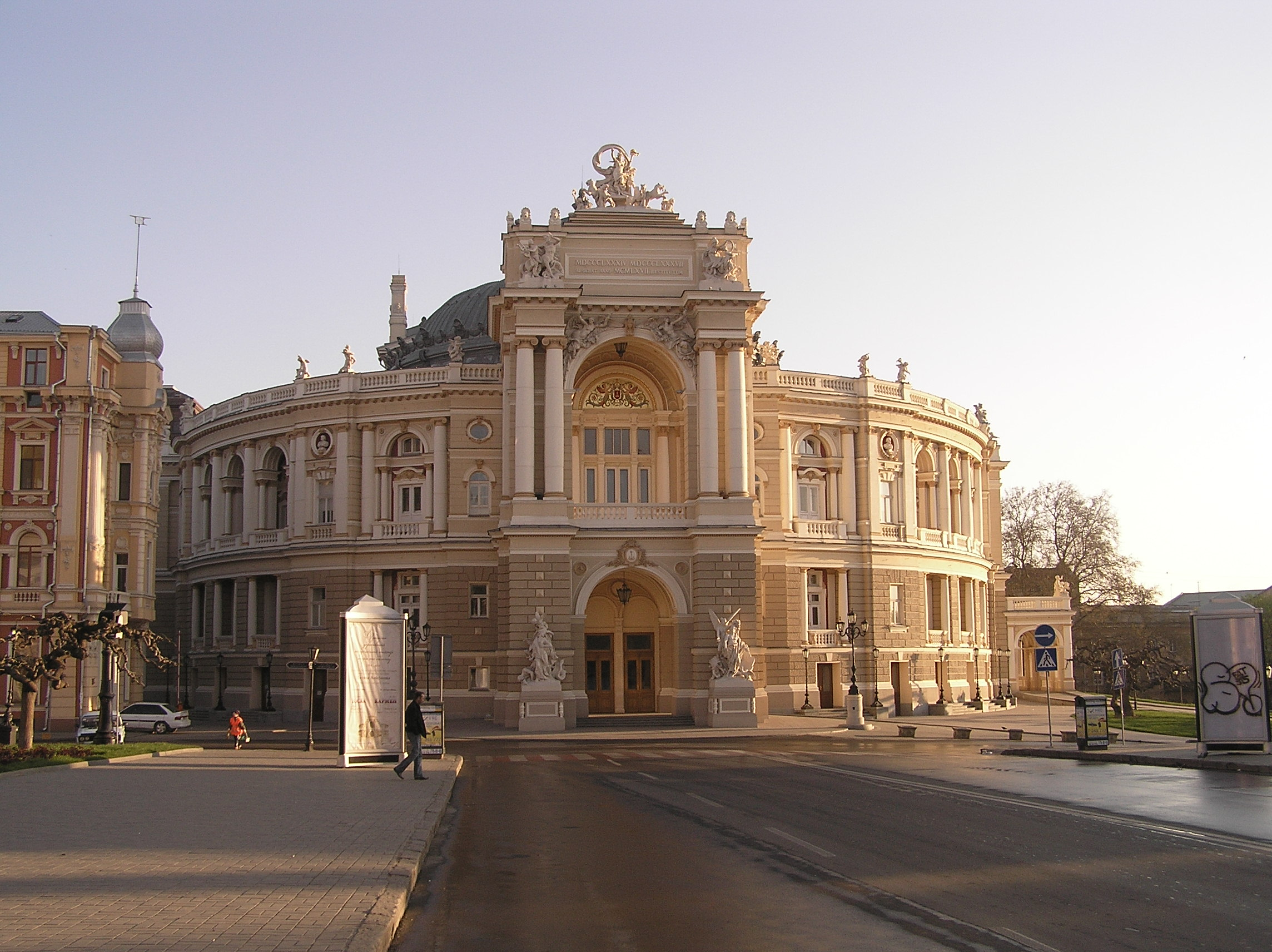
オデーサ国立学術オペラ・バレエ劇場はオデーサの建築を象徴する建物

オデーサ歴史地区（ウクライナ語: Історичний центр Одеси）は、ウクライナのオデーサ市における主要な歴史的地区であり、都市の政治・経済・文化の中心地である。この地区は、18世紀末から19世紀にかけて発展し、独特の建築様式と多文化的な歴史で知られる。2023年に世界遺産の文化遺産として登録された。

## 登録基準
この世界遺産は世界遺産登録基準のうち、以下の条件を満たし、登録された（以下の基準は世界遺産センター公表の登録基準からの翻訳、引用である）。
- (2) ある期間を通じてまたはある文化圏において、建築、技術、記念碑的芸術、都市計画、景観デザインの発展に関し、人類の価値の重要な交流を示すもの。
- (4) 人類の歴史上重要な時代を例証する建築様式、建築物群、技術の集積または景観の優れた例。

## 歴史

### 起源と発展
オデーサの歴史地区は、紀元前数世紀に遡る港湾地域に起源を持つ。古代ギリシャ人はこの地を船着き場として利用し、後にスラブ人の集落が形成された。中世には、この地域は複数の国家や民族の支配下に置かれ、15世紀にはトルコ・タタール人の軍司令官ベク・ハジが要塞「ハジベイ（カツュビーイ）」を建設した。この要塞と同名の集落は1795年まで存在した。
1791年のヤッシーの和約により、ハジベイ要塞はロシア帝国に編入された。1794年、アレクサンドル・スヴォーロフと提督ヨシフ・デリバスの指導の下、要塞周辺で新たな都市と港の建設が始まり、1795年に「オデーサ」と命名された。ヨシフ・デリバスの功績を称え、中心部の主要な通りはデリバシフスカ通りと名付けられた。

### ウクライナ革命とソビエト時代
1917年から1921年のウクライナ革命期、オデーサでは赤軍、白軍、ウクライナ人民共和国軍が次々と支配を争い、歴史地区の建築への大きな影響は限定的だった。しかし、ソビエト政権の確立後、歴史的建築物への破壊的介入が始まった。代表例として、中心部にあったプレオブラジェンスキー大聖堂（スパソ・プレオブラジェンスキー大聖堂）が挙げられる。この大聖堂はロシア帝国全土で知られ、ミハイル・ヴォロンツォフ公の墓所でもあったが、1932年にソビエト当局の決定により閉鎖され、爆破された。
1930年代から1950年代のソビエト時代、オデーサの建築は「ソビエト・クラシシズム」と呼ばれるスタイルで特徴づけられた（研究者V.I.ティモフィエンコによる）。このスタイルは、古代の造形や構成手法を採用し、行政施設や記念碑的彫刻を重視した。しかし、1955年以降、建築コスト削減のため装飾過多が抑制され、スタイルは変化した。
第二次世界大戦中のドイツ・ルーマニア占領期（1941-1944年）には、歴史地区を含むオデーサ市全体が大きな被害を受けた。占領軍は家具、絵画、貴重な書籍を略奪し、学校、病院、住宅、建築記念物を破壊。1944年4月10日にオデーサは解放された。ソビエト時代には、中心部のオデーサの通りの多くが共産主義の指導者やイデオロギーにちなんで改名された（例：バザールナ通り→キーロフ通り、カテリニンスカ通り→カール・マルクス通り）。ただし、デリバシフスカ通りなど一部の名称は保持された。

### 独立ウクライナ
ウクライナ独立後、歴史地区の通りは元市長エドゥアルド・グルヴィツの主導で、革命前の名称（例：マラ・アルナウツカ通り、バザールナ通り、カテリニンスカ通り）に復元された。オデーサは、ウクライナ南部でソビエト時代の地名をほぼ排除した数少ない都市の一つである。ただし、一部の改名（例：1995年のロマン・シュヘーヴィチ小路への改名）は政治的議論を呼び、後に元のポクロフスキー小路に戻された。2012年には、クリコーヴォ・ポーレのレーニン像が撤去された。
多くの歴史的建造物は老朽化や破損が進み、2009年にはルソフの家（デリバシフスカ通りとプレオブラジェンスカ通りの交差点）が火災で内部が焼失した。この建物は1897年築の建築記念物で、2018年6月14日から修復が始まり、2019年12月27日に再公開された。一方、2008年にはデリバシフスカ通りのホテル「スパルタク」（旧称「インペリアル」）が解体され、近代的な複製が建設された。

## 建築
オデーサ歴史地区は、19世紀のヨーロッパ建築様式（古典主義、折衷主義、ルネサンス様式など）が融合した独特の景観で知られる。中心部の建築は、多文化都市としてのオデーサの歴史を反映し、ウクライナ、ロシア、ユダヤ、ギリシャ、イタリアなどの影響が見られる。

### 主な建築記念物
- ルソフの家 - 19世紀末の建築記念物（サドヴァ通り21、プリモルスキー地区）。
- ラファロヴィチの収益家（ウクライナ語版）（壁の家） - ヴォロンツォフ小路に位置し、視覚効果で「壁」のように見える住宅。
- オデーサ国立学術オペラ・バレエ劇場 - 世界的に有名なオペラ劇場で、建築記念物。
- ポトツキ宮殿 (オデーサ)（ウクライナ語版） - ソフィイフスカ通り5aに位置する初期の建築記念物。
- パサージュ (オデーサ)（ウクライナ語版） - 19世紀末から20世紀初頭のホテル兼店舗（プレオブラジェンスカ通り34）。
- ポチョムキンの階段 - 歴史地区とオデーサ港、オデーサ海洋ターミナルを結ぶ階段。
- ブゾゾフスキー宮殿（ウクライナ語版）（シャフ宮殿） - 19世紀中頃の建築記念物。
- オデーサ州フィルハーモニー（ウクライナ語版）（新取引所） - 旧取引所。
- スパソ・プレオブラジェンスキー大聖堂（ウクライナ語版） - オデーサ最大の正教会聖堂。

### 主なモニュメント
歴史地区には、オデーサの発展に関わった人物や出来事を記念するモニュメントが多数存在する。以下は主なもの：
- アレクサンドル2世像
- デューク・ド・リシュリュー像
- ヨシフ・デリバス像
- エカチェリーナ2世像（ソビエト時代に破壊され、後に復元）
- ミハイル・ヴォロンツォフ公像
- アレクサンドル・プーシキン像

### 建築遺産の保全問題
オデーサ歴史地区は、建築遺産の保全に課題を抱えている。多くの建物が老朽化し、修復資金が不足している。ユネスコは、完全な真正性を登録基準として求め、2009年にオデーサ歴史地区を世界遺産の暫定リストに追加したが、長い間正式登録に至らなかった。2023年に正式登録されたものの、新築ビル（例：デリバシフスカ通りの「ヨーロッパ」ショッピングセンター）が歴史的景観と調和しない、エアコンや衛星アンテナの設置、プラスチック窓やマンサードの追加による改変が問題視されている。近年、予算を活用したファサードや屋根の修復が進行中だが、包括的な再建には資金不足が課題である。

## 文化におけるオデーサ歴史地区
オデーサ歴史地区は、文学、音楽、美術、映画など多くの芸術分野でインスピレーションの源となっている。

### 美術
- イヴァン・アイヴァゾフスキーの絵画「オデーサの月」（海港の情景を描く）。
- 1837年のドイツの書籍に掲載されたオデーサの彩色版画。
- イントゥーリストのポスターや、ウクライナの切手に描かれたデューク・ド・リシュリュー像。
- ソビエト時代の切手に登場するヴォロンツォフ灯台。
- オペラ劇場120周年記念貨幣の裏面。

### 音楽
オデーサは「オデーサの歌」として知られる独自の音楽文化を持ち、ロマンス、シャンソン、民謡などで愛や犯罪、運命が歌われる。歴史地区の通りや建物が歌詞に登場する例：
- 「デリバシフスカ通りにビアホールが開店」（デリバシフスカ通りを舞台にしたシャンソン）。
- 「シュネールゾンの家での結婚」「オデーサ港」「オデーサ散歩」など。

## 著名な人物
オデーサ歴史地区は、多くの著名人が生まれ、暮らし、活動した場所であり、記念プレートが数多く設置されている。

### 文学者
- レシア・ウクライナ - ウクライナの詩人、翻訳者、文化活動家。
- イヴァン・フランコ - ウクライナの作家、詩人、評論家、学者。
- イヴァン・リパ - ウクライナの作家、医師、ウクライナ人民共和国の活動家。
- ユーリイ・リパ - ウクライナの詩人、評論家、ウクライナ蜂起軍の医師。
- ニコライ・ゴーゴリ - ロシアの作家。
- アレクサンドル・プーシキン - ロシアの詩人、劇作家、小説家。
- アントン・チェーホフ - ロシアの劇作家、小説家。
- アンナ・アフマートヴァ - 銀の時代のロシア詩人。
- イリヤ・イリフとエフゲニー・ペトロフ - ソビエト小説『十二の椅子』『金の仔牛』の共著者。
- イサーク・バーベリ - ユダヤ系ロシア語作家。
- ヴァレンチン・カターエフ - ソビエト作家。
- アダム・ミツキェヴィチ - ポーランドの詩人。
- フリスト・ボテフ - ブルガリアの詩人、評論家。
- スヴァトプルク・チェフ - チェコの作家、詩人。
- ミハイ・エミネスク - ルーマニアの詩人、評論家。
- ヴェーラ・インベル（ウクライナ語版） - ソビエトのユダヤ系作家、詩人。

### 俳優
- ヴェーラ・ホロードナ（ウクライナ語版） - ウクライナの無声映画女優。

### 音楽家
- ダヴィッド・オイストラフ - ソビエトのヴァイオリニスト、指揮者、ソビエト連邦人民芸術家。
- ピョートル・チャイコフスキー - ロシアの作曲家、指揮者。

### 教育者
- コスチャンティン・ウシンスキー（ウクライナ語版） - ウクライナの教育者。

### 科学者
- ドミトリ・メンデレーエフ - ロシアの化学者、周期表の創始者。
- イリヤ・メチニコフ - ロシア・フランスの生物学者、免疫学の先駆者。
- ヴォロディミル・フィラトフ（ウクライナ語版） - ソビエトの眼科医。
- ヴァシル・タイーロフ（ウクライナ語版） - アルメニアのブドウ栽培・ワイン醸造学者。
- オレクサンドル・リャプノフ（ウクライナ語版） - ロシアの数学者、力学者。

### スポーツ選手
- セルヒイ・ウトチキン（ウクライナ語版） - ロシアのテストパイロット。

### 軍人
- ゲオルギー・ジューコフ - ソビエトの元帥、第二次世界大戦の指揮官。
- ガヴリロ・ジューコフ（ウクライナ語版） - ソビエトの副提督。
- ミハイル・ヴォロンツォフ - ロシアの総督、ベッサラビア・コーカサスの統治者。
- ロディオン・マリノフスキー - ソビエトの元帥、第二次世界大戦の指揮官。